# Schölly Fiberoptic
Die Schölly Fiberoptic GmbH ist ein weltweit agierendes Unternehmen mit Hauptsitz im baden-württembergischen Denzlingen und Weltmarktführer auf dem Gebiet der 3D-Endoskopietechnik. Seit der Gründung im Jahr 1973 hat sich das Unternehmen vom Hersteller von Einzelgeräten zum Anbieter komplexer kundenspezifischer Visualisierungssysteme für Medizin und Technik entwickelt. Inzwischen sind am Standort Denzlingen ca. 350 Mitarbeiter beschäftigt; weltweit arbeiten rund 550 in sechs Ländern für den Schölly Konzern.

## Geschichte
Das Unternehmen wurde 1973 von Regula und Werner Schölly in Denzlingen gegründet. Damaliges Kerngeschäft waren Kaltlichtbeleuchtungen für die Mikroskopie.
Mit der Entwicklung eines optomechanischen Kontrollsensors für die industrielle Flaschenabfüllung der Krones AG entstand 1983 ein Projekt, welches weiteres Wachstum ermöglichte. 1985 wurde erstmals die Produktionsfläche erweitert, was Raum für weitere Produkte, sowie die erste Serienproduktion von Medizin-Endoskopen schuf. Gleichzeitig stieg das Unternehmen in den Bereich „Service an medizinischen Geräten“ ein. Dieser Reparaturservice für Gerätschaften aller Hersteller weltweit war die Marktlücke und die Basis für weiteres Wachstum.
1993 wurden exklusiv entwickelte Geräte zur Visualisierung in Medizin und Industrie Kernthema des Unternehmens. 1998 beteiligte sich die Aesculap AG an der Schölly Fiberoptic GmbH. Seit dieser Beteiligung zählte Harald Stallforth bis 2015 zur Geschäftsführung von Schölly.
Im April 2007 weihte das Unternehmen sein drittes Produktionsgebäude ein. Im Februar 2012 erweiterte die Schölly Fiberoptic GmbH im Zuge der strategischen Ausrichtung des Unternehmens die Geschäftsführung. Mit Dirk Barten und Harald Haigis rückten zwei Mitglieder der Geschäftsleitung in die Geschäftsführung auf. Im Juli 2013 wurde Mirko Beiser Mitglied der Geschäftsführung. 2013 investierte das Unternehmen acht Millionen Euro in sein viertes Werk.
Am 1. November 2014 trat Holger Reinecke die Nachfolge von Gründer Werner Schölly als CEO an. Werner Schölly, der als ein Pionier der Medizintechnik galt, verstarb im März 2016. Im September 2016 verließ Dirk Barten das Unternehmen. Anfang März 2019 schied Harald Haigis aus der Geschäftsführung aus.
2018 gewinnt Schölly in der Kategorie „Cross Innovation“ den Innovationspreis der deutschen Luftfahrt.
Am 15. Juli 2019 übernimmt Intuitive Surgical, der Hersteller der da Vinci®-Chirurgiesysteme das 3D Robotik-Endoskopie-Geschäft von Schölly Fiberoptic.
Im November 2019 erhält Regula Schölly die Wirtschaftsmedaille des Landes Baden-Württemberg.
Im April 2021 wird die Aesculap AG zur Hauptgesellschafterin.
Ab 1. Januar 2023 ist die Aesculap AG alleinige Gesellschafterin der Schölly Fiberoptic GmbH.
Die Firmengründerin Regula Schölly legt zum 1. Januar 2023 ihr Amt als Geschäftsführerin nieder.
Zum 1. September 2023 erweitert Herr Stefan Schnekenburger die Geschäftsführung der Schölly Fiberoptic GmbH und übernimmt den Vorsitz von Herrn Prof. Dr. Holger Reinecke.
Schölly Fiberoptic ist Mitglied im Wirtschaftsverband Industrieller Unternehmen Baden.

## Tätigkeitsfelder
Visualisierungen für Medizin und Technik sind die Kernthemen von Schölly. Alle Produkte dienen dazu, Verborgenes mit Hilfe von Mikrooptik, Faseroptik, Elektronik und Software sichtbar und für schonende Behandlungen (Minimalinvasive Chirurgie) oder visuelle Inspektionen zugänglich zu machen. Sämtliche Elemente, die diesem Zweck dienen, werden innerhalb des Schölly Konzerns entwickelt, produziert und vertrieben.

## Firmengruppe weltweit
Weltweit hat das Unternehmen Produktions- und Servicestätten sowie Vertriebsbüros. In wenigen Jahren entstanden insgesamt acht Tochterfirmen; heute bilden sie den Schölly Konzern mit einem Jahresumsatz von rund 147 Mio. Euro.

## Soziales Engagement
Schölly Fiberoptic GmbH unterstützt lokale Vereine, Schulen und Sozialeinrichtungen.